# Saima Harmaja
Saima Rauha Maria Harmaja, född 8 maj 1913 i Helsingfors, död där 21 april 1937, var en finländsk poet.
Harmaja var en känslig naturlyriker som besjöng ungdomskärleken. Bland hennes verk märks Huhtikuu ("April", 1932) och Sateen jälkeen ("Efter regnet", 1935).
Hon är begravd på Sandudds begravningsplats i Helsingfors.